# Hoher Stein (Weismain)
Der Hohe Stein ist ein 521,9 m ü. NHN hoher Berg in der Fränkischen Alb bei Weismain im oberfränkischen Landkreis Lichtenfels (Bayern). 

## Geographische Lage und Beschreibung
Der Hohe Stein befindet sich in der Weismain-Alb, einem Nordausläufer der Fränkischen Alb. Die Dominanz des Hohen Steins zum nächsthöheren Berg, der Ostflanke der Foststall-Anhöhe, südlich von Köttel, beträgt 1,95 km. Neben dem Hauptgipfel sind noch drei kleinere Nebengipfel mit 508 m ü. NHN, 504 m ü. NHN und 503 m ü. NHN auszumachen. Der Berg fällt relativ flach auf die Hochfläche um Mosenberg und Frankenberg ab, über die er sich rund 20 m, bzw. etwa 50 m erhebt. Die Hochfläche selbst wird begrenzt vom Köttler Grund im Südwesten und Süden, dem Kleinziegenfelder Tal im Südosten, dem Weismaintal im Osten und Nordosten und dem Schöpfleinsgrabental im Norden. Gen Westen gibt es keinen gravierenden Abfall der Hochfläche, die daher an dieser Stelle an das übrige Höhenplateau des Frankenjuras anschließt.

## Geologie
Der Hohe Stein besteht maßgeblich aus der lithostratigraphischen Gruppen des Weißen Juras des Süddeutschen Juras. Der Aufbau gestaltet sich weitestgehend symmetrisch.
Ab den Mittleren Hanglagen des Kleinziegenfelder Tals, oberhalb der Oxfordiumstufe des Braunen Juras beginnt ab etwa 400 m ü. NHN.  die 50 m starke Untere-Kimmeridgium-Schicht (syn. Weißjura γ), auch als Oberer Mergelkalk bekannt. Es handelt sich dabei um eine tonhaltige Mergelschicht, in der vereinzelt größere Kalkbänke oder knollige Kalklagen auftreten. Eine klare Abgrenzung zur nächstjüngeren Schicht, der Mittleren-Kimmeridgium-Schicht (syn. Weißjura δ), ist kaum möglich, da der Übergang fließend ist. Sie besteht überwiegend aus Massen- und Schwammkalk und enthält ebenso wie die darunterliegenden Weißjuraschichten zahlreiche Fossilien wie verkieselte Schwämme, Trochitenschuttkalk und Muscheln. Der Gipfelbereich des Hohen Steins besteht aus dieser Gesteinsschicht.

## Flora und Fauna
Der Hohe Stein ist fast vollständig mit Mischwald bewachsen, mit Fichten, Waldkiefern, Eichen, Linden und Rotbuchen als dominierenden Arten. 
Die Fauna rund um den Hohen Stein unterscheidet sich nicht sehr von der anderer Gegenden mit Mischwald und offenen Flächen in der Fränkischen Alb. So gibt es von Insekten und Wirbeltieren über Kleinsäuger bis hin zu Singvögeln, Greifvögeln und größeren Säugetieren wie Rot- und Schwarzwild zahlreiche Arten.

## Landschaftsschutz
Der Hohe Stein befindet sich im Nordteil des 2001 gegründeten, 1021,64 km² großen Landschaftsschutzgebiets Naturpark Fränkische Schweiz-Veldensteiner Forst (LSG-Nr. 322697).